# Chienti
Chienti (starożytna łacińska Flusor) – jedna z rzek Marchii Ankońskiej we Włoszech, długości ok. 95 km. Część dorzecza znajduje się na terenie Umbrii w okolicach Colfiorito (gmina Foligno). Na rzece znajduje się drugi co do wielkości zbiornik wodny w Marchii.

## Przebieg rzeki
Źródła Chienti znajdują się w Apeninach na terenie jednego z włoskich parków narodowych (Parco Nazionale dei Monti Sibillini). W górnym biegu powstaje po zlaniu się dwóch strumieni Chienti Gelagna, uznawanego za Chienti właściwą (źródła na wysokości 1100 m n.p.m. pod Bocchetta della Scurosa) i Chienti Pievetorina (źródła u stóp Monte Fema). Obie odnogi łączą się w Maddalenie w gminie Muccia w prowincji Macerata. Od tego miejsca rzeka płynie w kierunku wschodnim i wpada do Morza Adriatyckiego. Ujście znajduje się pomiędzy gminami Civitanova Marche i Porto Sant’Elpidio.
Do Chienti uchodzą liczne mniejsze dopływy. Największymi są: Fiastra, Fiastrone, Fiastrella, Ete morto (wszystkie są dopływami prawobrzeżnymi). Na rzece znajdują się aż cztery sztuczne jeziora (Lago di Polverina, Lago Borgiano, Lago S. Maria i Lago Le Grazie); rzeka wykorzystywana jest do produkcji prądu elektrycznego.